# Sphinx saniptri
Sphinx saniptri är en fjärilsart som beskrevs av John Kern Strecker 1876. Sphinx saniptri ingår i släktet Sphinx och familjen svärmare. Inga underarter finns listade i Catalogue of Life.